# Dolly Sisters
Rosie Dolly, all'anagrafe Rószika Deutsch, (Budapest, 25 ottobre 1892 – New York, 1º febbraio 1970), e  Jenny "Yansci" Dolly, all'anagrafe Janka Deutsch (Budapest, 25 ottobre 1892 – Los Angeles, 1º maggio 1941), erano una coppia di ballerine e cantanti gemelle, popolari sulle scene di Broadway, particolarmente fra gli anni dieci e i venti, conosciute internazionalmente con il nome di Dolly Sisters.

## Biografia

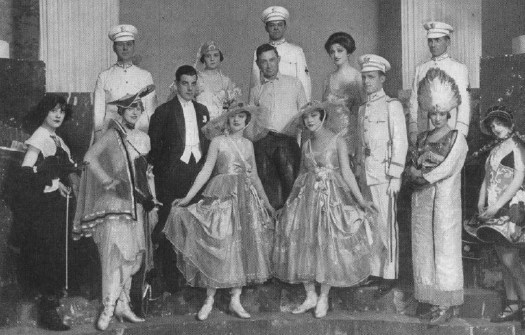
Le Dolly Sisters alle Follies

Nate il 25 ottobre 1892 in Ungheria, emigrarono con la loro famiglia nel 1905 negli Stati Uniti. Già nel 1907 cominciarono a guadagnare i primi soldi esibendosi come ballerine nelle birrerie. Il loro debutto professionale fu nell'operetta The Maid and the Millionaire. Avevano adottato il nome di The Dolly Sisters che Rosie, poi, dichiarò essere stato ispirato dalla definizione di un amico, che le vedeva graziose come bamboline (in inglese dolls).
Le due gemelle, che avevano come agente lo zio, perfezionavano i loro numeri provando i passi davanti a uno specchio per renderli perfettamente in sincrono: aiutate dalle luci, dalle ombre e dai costumi uguali, sulla scena diventavano il doppio di sé stesse.
A causa della giovanissima età, avevano però poche possibilità di lavorare sui palcoscenici di New York e girarono all'inizio in tournée nel circuito Orpheum. Debuttarono nel 1909 nel Keith Vaudeville Circuit, finché, nel 1911, vennero messe sotto contratto per due stagioni da Florenz Ziegfeld.
Interpreti di alcuni film nella seconda metà degli anni dieci, lavorarono con grande successo anche in Europa. Il duo si scompose quando le gemelle cominciarono ad abbinarsi ad altri partner esibendosi come "rivali". Ebbero fortuna anche ai tavoli da gioco: in una stagione a Deauville, vinsero 850.000 dollari. A Cannes, in una notte, Jenny vinse 4 milioni di franchi che vennero convertiti immediatamente in gioielli. In seguito, vinse altri 11 milioni.

## Vita privata
Tanto brillante era la vita pubblica e lavorativa delle Dolly Sisters, quanto melodrammatica fu quella privata.
Le due sorelle ebbero numerosi amanti. Tra questi, il magnate Harry Gordon Selfridge (fondatore della catena britannica di grandi magazzini Selfridges), con il quale ambedue ebbero una relazione molto pubblicizzata.
Rosie fu sposata tre volte. Il primo marito fu il compositore Jean Schwartz, sposato nel 1913. I due divorziarono nel 1921. Il secondo matrimonio fu con Mortimer Davis Jr., dal 1927 al 1931. Il terzo marito, sposato nel 1932, fu Irving Netcher, che morì nel 1943, lasciandola vedova.
Jenny si sposò nel 1914 con Harry Fox, un ballerino al quale si deve la creazione del foxtrot. Il matrimonio finì nel 1920. Nel 1935 sposò Bernard Vinissky, da cui divorziò nel 1940, un anno prima di suicidarsi. Nel 1933, mentre si trovava insieme a Max Constant, l'amante del momento, restò coinvolta nei pressi di Bordeaux in un grave incidente automobilistico. Fu gravemente ferita e venne ricoverata in clinica per sei settimane. Sottoposta a una quindicina di operazioni che avrebbero dovuto anche restituirle la bellezza, oltremodo necessaria per il suo lavoro, vide sparire tutti i suoi gioielli per potersi pagare le cure mediche. Il volto rovinato, la salute in bilico, Jenny si definiva ormai, come raccontavano i suoi amici, "una conchiglia rotta". 
Si impiccò nella doccia del suo appartamento allo Sheldon Hotel di New York il 1º maggio 1941.
Sua sorella Rosie visse abbastanza da poter vedere nel 1945 il film biografico che ricostruiva la loro storia, interpretato da Betty Grable, June Haver e John Payne nel ruolo di Fox. Anche Rosie, nel 1962, tentò di suicidarsi senza riuscirci. Morì per un attacco di cuore nel 1970.

## Le Dolly Sisters al cinema
Interpretate da Betty Grable (Jenny) e June Haver (Rosie), la loro biografia fu portata sullo schermo nel 1945 in The Dolly Sisters, un film di Irving Cummings che, in Italia venne distribuito con il titolo Donne e diamanti.

## Filmografia
Jenny Dolly
- The Call of the Dance, regia di George L. Sargent (1915)
- Le ballerine dei milioni (The Million Dollar Dollies), regia di Léonce Perret (1918)

Rosie Dolly
- Il giglio e la rosa (The Lily and the Rose), regia di Paul Powell (1915)
- Le ballerine dei milioni (The Million Dollar Dollies), regia di Léonce Perret (1918)
- Person to Person documentario tv in 146 episodi (1 episodio) (1958)

## Teatro
- The Echo - The Dolly Sisters (1910)
- Ziegfeld Follies of 1911 - The Dolly Sisters (1911)
- A Winsome Widow - The Dolly Sisters (1912)
- The Merry Countess - The Dolly Sisters (1912)
- Ziegfeld Follies of 1912 - The Dolly Sisters (1912)
- The Honeymoon Express - Yansci Dolly (1913)
- The Beggar Student - Rozsika Dolly (1913)
- Ziegfeld Follies of 1913 - Rozsika Dolly (1913)
- Lieber Augustin - Rozsika Dolly (1913)
- The Whirl of the World - Rozsika Dolly (1914)
- Hello, Broadway! - Rozsika Dolly (1914)
- Maid in America - Yansci Dolly (1915)
- His Bridal Night (1916) - The Dolly Sisters
- The Greenwich Village Follies (1924) - The Dolly Sisters (1924)